# Liste des sites Ramsar au Ghana
Cet article recense les zones humides du Ghana concernées par la convention de Ramsar.

## Statistiques
La convention de Ramsar est entrée en vigueur au Ghana le 22 juin 1988.
En janvier 2020, le pays compte 6 sites Ramsar, couvrant une superficie de 1 761,34 km2.

## Liste
| Site                                           | Région      | Notes | Date            | Superficie (km²) | Altitude (m) | Identifiant Ramsar | Identifiant WDPA | Coordonnées                       | Photo |
| ---------------------------------------------- | ----------- | ----- | --------------- | ---------------- | ------------ | ------------------ | ---------------- | --------------------------------- | ----- |
| Sanctuaire de vie sauvage Owabi (en)           | Ashanti     |       | 22 février 1988 | 72,60            |              | 393                | 67965            | 6° 43′ 59″ nord, 1° 40′ 59″ ouest |       |
| Site Ramsar Muni-Pomadze (en)                  | Centre      |       | 14 août 1992    | 94,6112          | 0 - 500      | 563                | 67966            | 5° 22′ 01″ nord, 0° 40′ 01″ ouest |       |
| Site Ramsar du delta du Densu (en)             | Grand Accra |       | 14 août 1992    | 58,9299          | 0 - 152      | 564                | 67967            | 5° 33′ nord, 0° 18′ ouest         |       |
| Site Ramsar Sakumo (en)                        | Grand Accra |       | 14 août 1992    | 13,6435          | 0 - 87       | 565                | 67968            | 5° 38′ 24″ nord, 0° 02′ 28″ est   |       |
| Site Ramsar Songhor (en)                       | Grand Accra |       | 14 août 1992    | 511,3333         | 0 - 10       | 566                | 67969            | 5° 45′ nord, 0° 30′ est           |       |
| Site Ramsar du complexe de la lagune Keta (en) | Volta       |       | 14 août 1992    | 1 010,2269       | 0            | 567                | 67970            | 5° 55′ 01″ nord, 0° 49′ 59″ est   |       |